# Кекташ (река)
Кекташ — река в России, протекает в Чегемском районе Кабардино-Балкарской республики. Длина реки составляет 10 км, площадь водосборного бассейна 33,8 км².
Начинается в ложбине между горами Кекташ и Коджиха, течёт сначала на север до подножия горы Голугарде, затем поворачивает на восток. Устье реки находится в 67 км по левому берегу реки Чегем рядом с кошарой Актопрак.

## Данные водного реестра
По данным государственного водного реестра России относится к Западно-Каспийскому бассейновому округу, водохозяйственный участок реки — Баксан, без реки Черек. Речной бассейн реки — реки бассейна Каспийского моря междуречья Терека и Волги.
Код объекта в государственном водном реестре — 07020000712108200004840.